# Vetture Keicar
Le Keicar, scritto anche Kei car o K-car (da keijidōsha?, 軽自動車, keijidousha, "veicolo leggero" in giapponese), sono dei piccoli veicoli, sia vetture che mezzi commerciali, principalmente pensati per il mercato giapponese: in questa nazione infatti tali vetture godono di tariffe assicurative più basse e le ridotte dimensioni richiedono un minore spazio per il parcheggio, che sia di proprietà dell'automobilista o in affitto, requisito per poter possedere un veicolo.
Questi standard ridotti nascono nel periodo successivo alla fine della seconda guerra mondiale, mentre il Giappone era impegnato nella ricostruzione e, in generale, non esisteva una grande disponibilità economica da investire in un veicolo.
Il Governo decise allora, per promuovere lo sviluppo dell'industria automobilistica e per favorire il proprio sistema distributivo, di emanare una legislazione che ha dato vita alle Keicar.
Tutte le Keicar vengono identificate da una targa di riconoscimento. Le vetture destinate ad uso privato si riconoscono per la loro targa a fondo giallo con i numeri in nero, mentre nei veicoli commerciali il colore di fondo è il nero mentre i numeri sono in giallo.
In questo segmento di mercato la competizione tra i vari produttori è molto forte e questo ha fatto sì che ogni nuovo modello proponga prestazioni e equipaggiamento sempre migliori. Spesso queste vetture si pongono all'apice dello sviluppo tecnologico e le soluzioni introdotte sulle Keicar vengono poi utilizzate su tutta la gamma di vetture prodotte dal costruttore. Tra gli equipaggiamenti di queste vetture si possono ritrovare: motori turbo, aria condizionata, trasmissione automatica, quattro ruote motrici, sistemi di navigazione e propulsione ibrida elettrica/benzina.

## Normativa
| Data            | Lunghezza massima | Larghezza massima | Altezza massima | Cilindrata massima (cm³) | Cilindrata massima (cm³) | Potenza massima |
| Data            | Lunghezza massima | Larghezza massima | Altezza massima | 4 tempi                  | 2 tempi                  | Potenza massima |
| --------------- | ----------------- | ----------------- | --------------- | ------------------------ | ------------------------ | --------------- |
| 8 luglio 1949   | 2,8 m             | 1 m               | 2 m             | 150 cm³                  | 100 cm³                  | N.D.            |
| 26 luglio 1950  | 3 m               | 1,3 m             | 2 m             | 300 cm³                  | 200 cm³                  | N.D.            |
| 16 agosto 1951  | 3 m               | 1,3 m             | 2 m             | 360 cm³                  | 240 cm³                  | N.D.            |
| 1º aprile 1955  | 3 m               | 1,3 m             | 2 m             | 360 cm³                  | 360 cm³                  | N.D.            |
| 1º gennaio 1976 | 3,2 m             | 1,4 m             | 2 m             | 550 cm³                  | 550 cm³                  | N.D.            |
| 1º gennaio 1990 | 3,3 m             | 1,4 m             | 2 m             | 660 cm³                  | 660 cm³                  | 64 CV (47 kW)   |
| 1º ottobre 1998 | 3,4 m             | 1,48 m            | 2 m             | 660 cm³                  | 660 cm³                  | 64 CV (47 kW)   |

Nel 2014 il governo giapponese presieduto da Shinzō Abe aumenta la tassazione sulle kei car del 50%, rendendole così meno vantaggiose rispetto alle automobili più grandi, al fine di stimolare i costruttori alla produzione di modelli normali e quindi esportabili; le kei car, infatti, riscuotono successo soltanto sul mercato interno.

## Produttori
I produttori di vetture Keicar sono unicamente case automobilistiche giapponesi. La Daihatsu, la Honda, la Tokyo Kogyo/Mazda, la Mitsubishi Motors Corporation, la Nissan, la Fuji Heavy Industries/Subaru e la Suzuki hanno nei loro listini delle Keicar.
Contrariamente a quanto si potrebbe immaginare, la Smart Fortwo, essendo più larga di 148 cm e avendo motore più grande di 660 cm³, non può essere considerata a rigore una Keicar. Tuttavia è esistita, per il mercato giapponese, la Smart K, la quale rispettava la normativa.

## Vetture Keicar

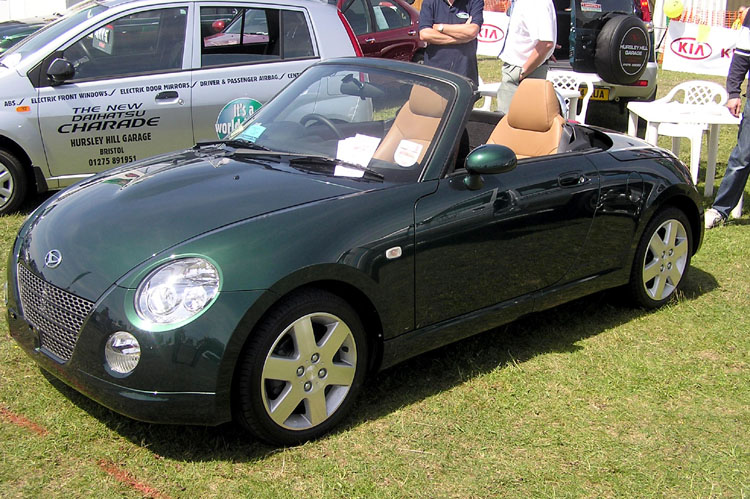
Daihatsu Copen

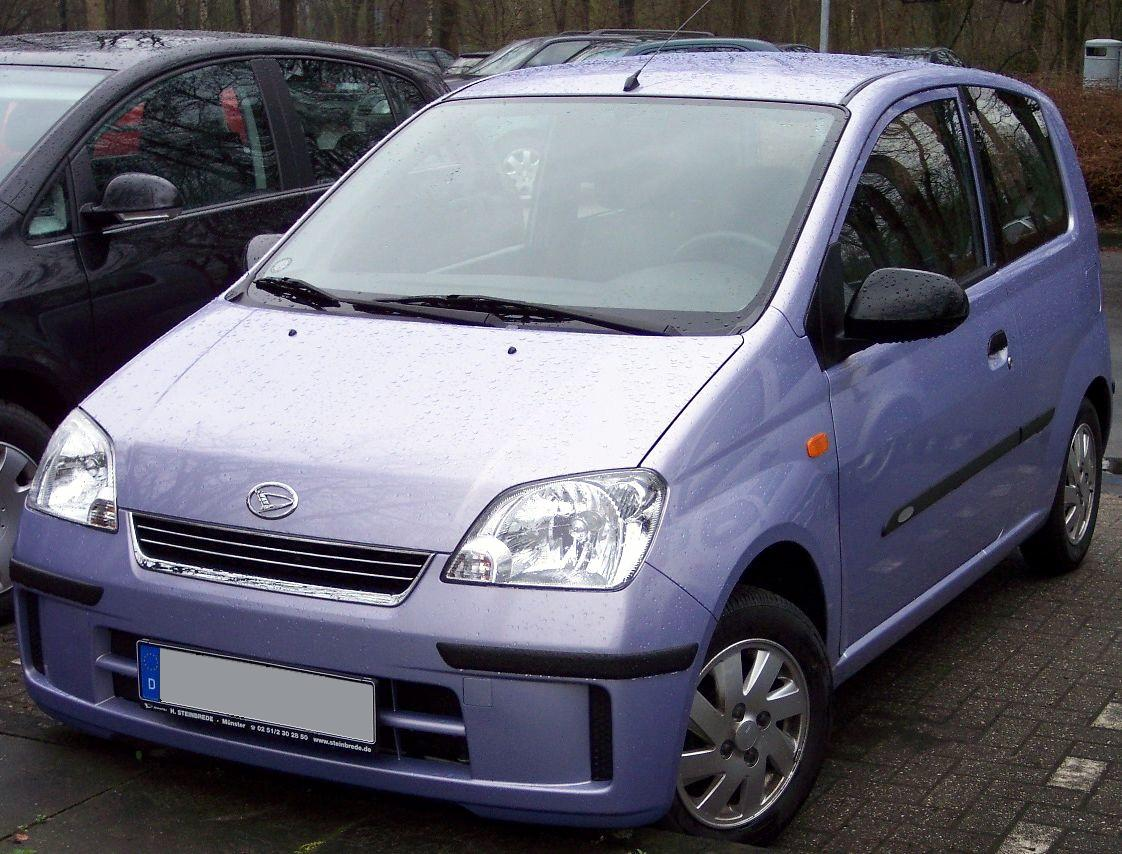
Daihatsu Cuore

- Daihatsu Copen, vettura cabriolet dotata di un motore turbo, venduta anche in Europa dal 2003 al 2010. La versione europea dal 2006 monta un 1.3 4 cilindri da 87 Cv
- Daihatsu Mira, venduta anche in Europa con il nome Daihatsu Cuore dal 2003 al 2011. La versione europea è lievemente modificata rispetto alla versione giapponese: il motore, in particolare, è un 1.0 3 cilindri da 58 CV (69 CV dal 2007)
- Daihatsu Move
- Daihatsu Fellow
- Honda Beat, vettura cabriolet con motore centrale e trazione posteriore
- Honda Today
- Honda Vamos, mini-van prodotto dal 1970 al 1973
- Honda N360
- Honda T360, veicolo commerciale
- Honda Z360, coupé
- Mazda AZ-1, vettura sportiva con motore turbo dotata di portiere ad ali di gabbiano
- Mazda Carol, unica vettura dotata di motore da 360 cm³ a quattro cilindri
- Mitsubishi Minica
- Mitsubishi Pajero Mini
- Nissan Pino, piccola autovettura per il mercato giapponese prodotta dal 2007 al 2010
- Smart K
- Subaru R2
- Subaru 360
- Subaru Rex
- Subaru Vivio
- Suzuki Alto
- Suzuki Jimny, mini fuoristrada, versione con motore da 359 cm³, commercializzata in Giappone dal 1970 e dal 1998 anche in Europa
- Suzuki Cappuccino, roadster prodotta dal 1991 al 1998 e venduta anche in Gran Bretagna
- Suzuki Hustler, crossover SUV
- Suzuki Twin, veicolo a trazione ibrida
- Suzuki Wagon R, venduta anche in Europa, con modifiche minori, insieme alla sorella Opel Agila